# PSR J2144-3933
PSR J2144-3933 és un púlsar a uns 180 parsecs (5,5 Em) de la Terra. S'havia pensat que tenia un període de 2,84 segons però ara se sap que és de 8,51 s, que és el més dilatat de qualsevol altre púlsar conegut (l'anterior més llarg era PSR J1951+1123 amb 5,09 s).